# Marcus Åke Nilsson
Marcus Åke Nilsson est un footballeur suédois, né le 26 février 1988 à Rydebäck. Il évolue comme stoppeur.

## Palmarès
Helsingborgs IF
- Allsvenskan
  - Champion : 2011.
  - Vice-champion : 2010.
- Coupe de Suède
  - Vainqueur : 2010.
- Supercoupe de Suède
  - Vainqueur : 2011.